# باتريك سفوبودا
باتريك سفوبودا (بالتشيكية: Patrik Svoboda)‏ (13 أبريل 1994 بالتشيك - ) هو لاعب كرة قدم تشيكي في مركز الهجوم. شارك مع منتخب التشيك تحت 17 سنة لكرة القدم ومنتخب التشيك تحت 18 سنة لكرة القدم ومنتخب التشيك تحت 19 سنة لكرة القدم. أما مع النوادي، فقد لعب مع نادي كلادنو وFK Dukla Prague ‏.

## وصلات خارجية
- باتريك سفوبودا على موقع الاتحاد التشيكي (الإنجليزية)
- باتريك سفوبودا على موقع قاعدة بيانات كرة القدم.إي يو (الإنجليزية)
- باتريك سفوبودا على موقع Soccerway.com (الإنجليزية)